# 有村純一
有村 純一（ありむら じゅんいち、1949年4月18日 - ）は、日本の経営者。日興証券社長を務めた。

## 来歴・人物
東京都出身。1973年に慶應義塾大学商学部を卒業し、同年に日興証券に入社。1997年6月に取締役に就任し、1998年2月に常務、2000年3月に専務を経て、2001年10月に社長に就任。2006年に不正会計問題で社長を辞任。